# Sofya Burnasheva
Sofya Petrovna Burnasheva, född 1818, död 1883, var en rysk författare, översättare, redaktör och förläggare. Hon skrev från 1839 barnböcker och verk om tidsfördriv och hushållssysslor, och utgav nöjesmagasinet "Nöjestimmen" (Час досуга) mellan 1858 och 1868. 